# Palmetum de Santa Cruz de Tenerife
El Palmetum de Santa Cruz de Tenerife es un jardín botánico de 12 hectáreas de extensión (120 000 m²), especializado en la familia de las palmeras (Arecaceae). Es una montaña artificial, en la ciudad de Santa Cruz de Tenerife, con vistas espectaculares al océano. 
Los jardines incluyen un gran sistema de cascadas, riachuelos y lagos, un museo dedicado a las palmeras y un umbráculo de gran tamaño. El proyecto se inició en 1995 sobre un antiguo vertedero y sólo se abrió al público en 2014. Los jardines están organizados en "secciones biogeográficas" y se mantienen sin pesticidas y sin fertilizantes.  La valiosa colección de palmeras es la mayor en la Unión Europea, recoge cerca de 600 especies y se centra en las que proceden de las islas del mundo. También se cultivan árboles y arbustos de otras familias de plantas. Abundan diferentes especies de aves silvestres.

## Localización
Se encuentra en Santa Cruz de Tenerife, en las Islas Canarias, España, en el barrio de Cabo Llanos, junto al Parque Marítimo César Manrique. Ocupa una montaña artificial, hecha de residuos orgánicos, que fue un antiguo vertedero de la ciudad, parcialmente rodeado por el mar. Es el  espacio verde más grande de la ciudad, superior a los más céntricos Parque García Sanabria y  Parque de la Granja. En ese lugar la temperatura media anual es de unos 21,7 °C y la temperatura mínima absoluta registrada en la colina es de 13 °C.

## Historia
El vertedero se clausuró en 1983. Su conversión en jardín botánico comenzó en 1995, con la ayuda de fondos europeos,  con PROYECTO de los Ingenieros de Caminos Juan Alfredo Amigó y José Luis Olcina, bajo la dirección científica del ingeniero agrónomo Manuel Caballero Ruano y del botánico Carlo Morici. El paisajista Carlos Simón y el aparejador Elías Fernández del Castillo, dirigieron  la construcción de varias cascadas y la plantación de los primeros especímenes en 1996. El desarrollo se paró en el año 2000 por falta de fondos. Desde entonces quedó con un mantenimiento mínimo, hasta todo 2006. En 2007 y 2008 se ejecutaron mejoras sustituyéndose todo el sistema de riego y ajardinando por primera vez los taludes orientados hacia el sur. Se reorganizaron las colecciones y se crearon nuevas secciones geográficas para Borneo-Filipinas y Nueva Guinea. Siguieron más obras en 2010-2011, con grandes trasformaciones que incluyeron la construcción del edificio de la entrada y la pavimentación de caminos y plazas. A lo largo de 2013, con el parque aún cerrado, se ofrecieron las primeras visitas guiadas públicas. Finalmente se inauguró el 28 de enero de 2014, con la presencia de los Príncipes de Asturias, don Felipe de Borbón y doña Letizia. En 2015 se convirtió en un jardín botánico oficial. Hoy está abierto todos los días y es visitado por lugareños y turistas, tiene programas didácticos para escuelas y mantiene relaciones regulares con otras instituciones.
Existe un Anteproyecto, de los mismos ingenieros, donde se considera la posibilidad de construir junto a cada zona de procedencia de las palmeras una pequeña muestra de las edificaciones indígenas del lugar correspondiente.

## Equipamientos
- El edificio de la entrada se encuentra la recepción junto con una pequeña tienda y una sala de exposiciones que alberga un museo de objetos relacionados con las Palmeras, una colección diversa que incluye escobas, sombreros, cerbatanas, esculturas, medicinas, frutas enlatadas, e incluso una canoa, hecha en la Amazonía peruana con el tronco de una "palmera barrigona" (Iriartea ventricosa). Además de la artesanía, se ha iniciado una exposición de partes de palmeras representativas, como el coco-de-mer (Lodoicea), la semilla más grande del mundo y otras piezas relevantes de distintas especies. En el primer piso se encuentran las oficinas. Una torre con escalera de caracol y ascensor conecta la entrada con el puente de acceso al jardín.

- El Octógono es un umbráculo semisubterráneo de 2300 m², construido para albergar a las especies que necesitan un ambiente más constante, más húmedo y sin viento. Cuenta con un atractivo diseño tecnológico, botánico y paisajístico con caminos de selva que pasan por arroyos, puentes y cascadas.

- El Museo de las palmeras es una estructura subterránea, ya parcialmente cubierta de vegetación, cuya entrada principal está diseñada para tener aspecto de "selva". Una vez terminado, el edificio albergará exposiciones botánicas y etnográficas, con los fondos existentes de objetos relacionados con las palmeras, y también laboratorios de herbario, almacenes, biblioteca y una sala de conferencias. El proyecto incluye una sala dedicada a la palmera canaria (Phoenix canariensis). Piezas relacionadas con la especie nativa del archipiélago, representando la compleja artesanía desarrollada a partir de hojas e inflorescencias y el proceso de extracción de la miel de palma.

## Colecciones

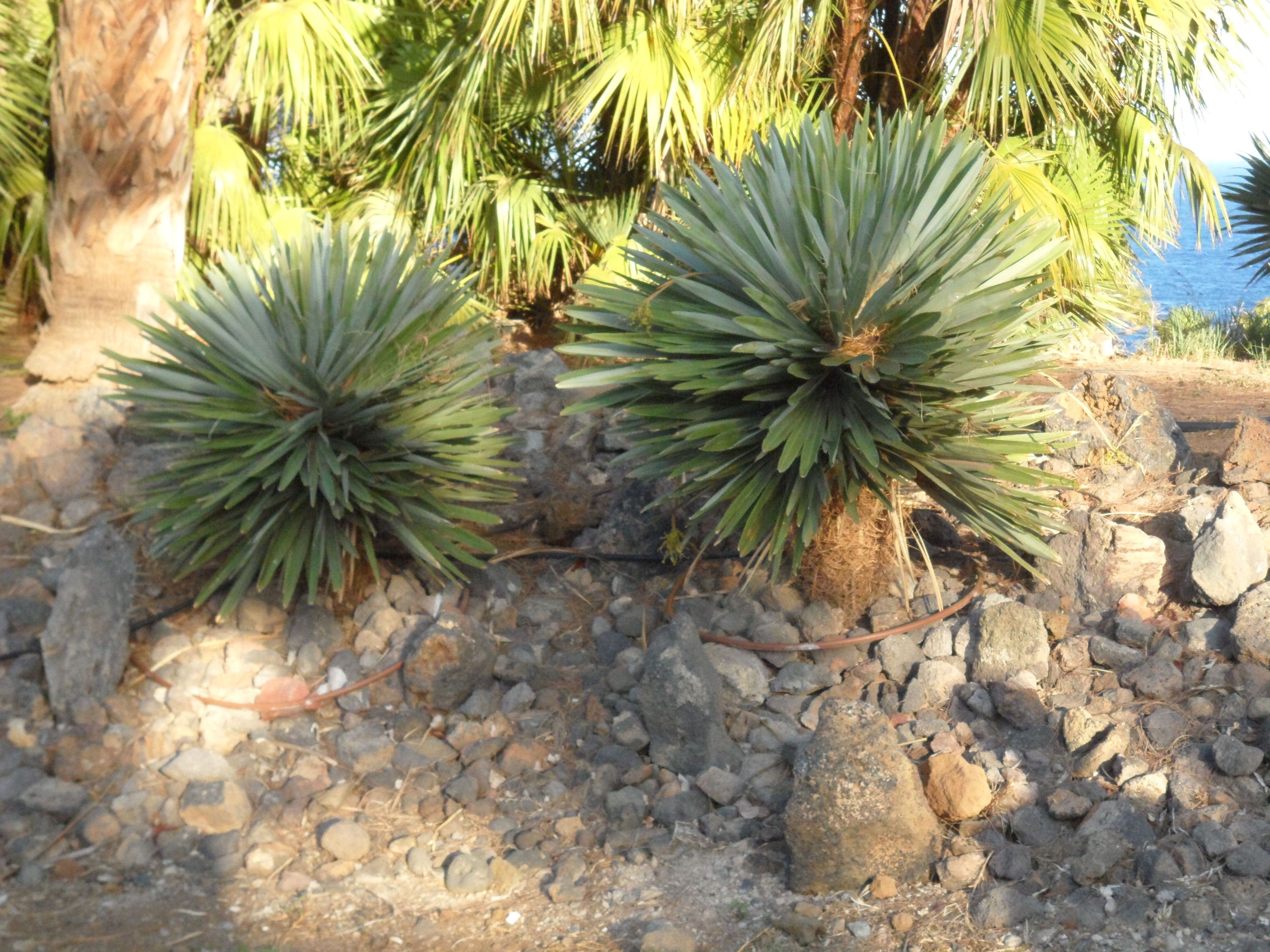
Hemithrinax ekmaniana en la sección del Caribe.

En 2016 la colección de plantas, especializada en las floras insulares, contenía al menos 1853 taxones vegetales . De éstos, 420 especies están en la lista roja UICN: 73 son especies en peligro crítico y 2 se encuentran extintas en la naturaleza. 
La colección de palmeras cuenta con 573 especies de las cuales 163 están representadas por al menos 1 ejemplar adulto. 192 taxones están clasificados en la lista roja UICN, de los cuales 38 se encuentran en peligro crítico de extinción; 42 palmeras de la lista UICN han alcanzado ya la fase adulta.
Otras familias botánicas bien representadas son: Asparagaceae, Apocynaceae, Bromeliaceae, Fabaceae, Malvaceae y Moraceae.
La colección se centra en las palmeras de las islas y las especies caribeñas son las más representadas. La colección de Thrinax, Coccothrinax y Hemithrinax, es una de las más completas del mundo, ya que procede de numerosas expediciones de campo y colaboraciones con jardines botánicos en el Caribe, especialmente con el Jardín Botánico Nacional en La Habana y los jardines botánicos de Cienfuegos y Las Tunas en Cuba, con el Montgomery Botanical Center de Miami y con el Jardín Botánico Nacional de Santo Domingo.
Algunas especies se cultivan en número suficiente para permitir la producción de semillas ex situ de especies amenazadas en la lista UICN. Un caso llamativo es el de Coccothrinax borhidiana, que es una especie lenta y en peligro crítico, representada en el palmetum por 17 ejemplares que germinaron en 1996, que hoy fructifican en la sección caribeña.

## Secciones biogeográficas
La superficie de la montaña se encuentra dividida en "secciones biogeográficas", para albergar la flora de palmas de las distintas zonas del mundo. Tienen tamaños variables entre 1000 y 20 000 m² y algunas contienen hitos como cascadas, arroyos, lagos o lomas. Las secciones actualmente desarrolladas son:

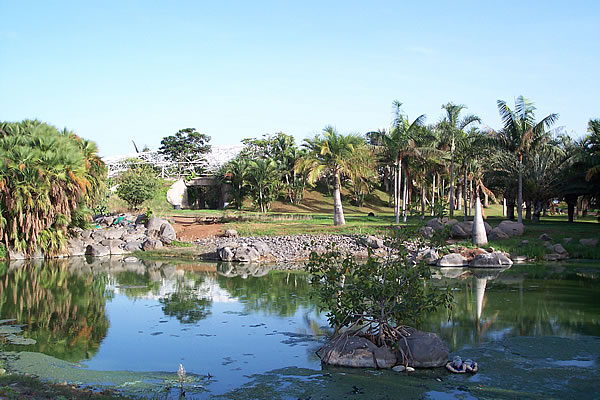
Manglar.

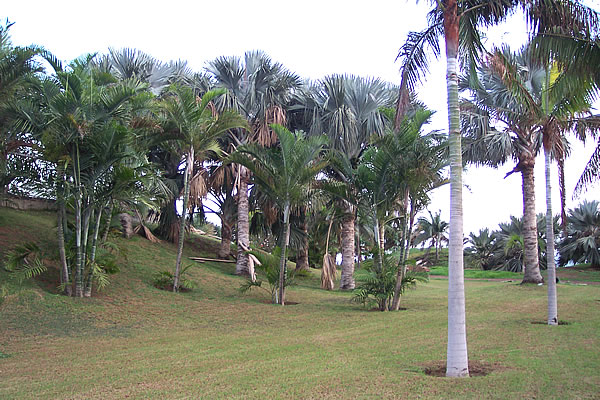
Sección de Madagascar.

- Sección Biogeográfica de las Antillas. Es el área geográfica de mayor superficie, posee una gran cascada de roca natural que vierte su agua a una "playa" con cocoteros adultos. Aquí se encuentra una colección muy amplia del género Coccothrinax, hay ejemplares de Acrocomia donados por el Jardín Botánico Nacional de Santo Domingo, distintas especies de Copernicia, como Copernicia ekmanii y Copernicia baileyana, Syagrus amara, Pseudophoenix sargentii, Sabal palmetto, Acoelorraphe wrightii, Zombia antillarum, varias especies de palmera real (Roystonea), Hemithrinax, Gaussia y muchas especies de otras familias.
- Sección Biogeográfica de Suramérica: Cuenta, entre otros, con Syagrus botryophora, Syagrus vermicularis, Syagrus sancona, Allagoptera caudescens, Mauritiella armata, Ceroxylon alpinum, tres especies de Trithrinax, varias de Butia, y Attalea.
- Sección Biogeográfica del Nueva Caledonia, con Kentiopsis oliviformis, Chambeyronia macrocarpa, Burretiokentia, varios árboles de Araucaria y numerosas especies endémicas de Nueva Caledonia.
- Sección Biogeográfica de Hawái, con varias especies del género Pritchardia, como Pritchardia minor, Pritchardia munroi y Pritchardia hillebrandii. También se cultivan árboles nativos de Hawái, como Acacia koa, Erythrina sandwicensis, e Hibiscus arnottianus var. immaculatus.
- Sección Biogeográfica de Australia, con ejemplares de los géneros Ptychosperma, Livistona, Archontophoenix, Corypha, Carpentaria, Normambya, Wodyetia bifurcata.

- Sección Biogeográfica de Indochina, con Arenga porphyrocarpa, Areca triandra, Corypha umbraculifera, Chuniophoenix, Rhapis, Arenga engleri, Arenga pinnata, Wallichia disticha, Adonidia merrillii, Livistona saribus, Livistona rotundifolia y Licuala spinosa.
- Sección Biogeográfica de las Islas Mascareñas, con ejemplares adultos de los géneros Hyophorbe, Latania y Dictyosperma.
- Sección Biogeográfica de África, con Raphia australis, Borassus aethiopum, Jubaeopsis caffra, Elaeis guineensis, Hyphaene.
- Sección Biogeográfica de Madagascar. Esta sección incluye un césped con grupos de Bismarckia nobilis y Dypsis cabadae. Crecen numerosas palmeras alrededor de un gran lago, como Beccariophoenix, Ravenea glauca, Ravenea rivularis y varias especies del género Dypsis. Un baobab malgache, Adansonia madagascariensis, crece cerca del lago junto a otros árboles endémicos.
- Sección Biogeográfica de América Central, con Attalea cohune, Sabal mauritiiformis, Sabal mexicana, Sabal yapa, Gaussia maya, varias Acoelorraphe wrightii y especies del género Brahea y Chamaedorea.
- Sección de Nueva Guinea. De reciente creación, comenzada en 2007 cuenta con jóvenes ejemplares de Cocos nucifera, Livistona, Ptychosperma, Rhopaloblaste, Salacca y Areca y numerosos árboles dicotiledóneos destinados a dar sombra.
- Sección de Borneo y Filipinas. Comenzada su plantación en 2007, cuenta con jóvenes ejemplares de Cocos nucifera, Arenga pinnata, Adonidia merrillii y Heterospathe y numerosos árboles dicotiledóneos.
- Sección del "Bosque Termófilo de Canarias". Es el gran valle ubicado en la cara norte de la colina. Hay muchos ejemplares de la única especie de palmera nativa de Canarias, Phoenix canariensis, y numerosas especies de árboles y arbustos, tales como dragos canarios (Dracaena draco), Pancratium canariensis y Apollonias barbujana.